# Luca Pellegrini (football, 1999)
Pour les articles homonymes, voir Pellegrini.
Ne doit pas être confondu avec Luca Pellegrini (football, 1963).
Luca Pellegrini, né le 7 mars 1999 à Rome en Italie, est un footballeur international italien qui évolue au poste d'arrière gauche à la SS Lazio.

## Biographie

### En club
Après des années passées au centre de formation de l'AS Rome, Luca Pellegrini signe son premier contrat professionnel avec le club le 17 avril 2018, un contrat à long terme prenant fin en 2021.
Le 31 janvier 2019, il est prêté jusqu'à la fin de la saison au Cagliari Calcio.
Le 1er juillet 2019, lors du mercato estival, Luca Pellegrini s'engage avec la Juventus FC jusqu'en 2023, pour une somme de 22M €. En échange, la Juve cède Leonardo Spinazzola au club romain contre un chèque de 29.5M €. Le 19 août 2019, voulant à tout prix dégraisser leur effectif, les Bianconeri décident de prêter pour une saison le natif de la ville éternelle au Cagliari Calcio.
Le 12 août 2022, Luca Pellegrini est prêté pour une saison en Allemagne, du côté de l'Eintracht Francfort.

### En équipe nationale
Avec les moins de 17 ans, il participe au championnat d'Europe des moins de 17 ans en 2016. Lors de cette compétition, il joue deux matchs, contre les Pays-Bas, et l'Espagne.
Il honore sa première sélection avec l'équipe nationale d'Italie le 11 novembre 2020 face à l'Estonie. Il entre en jeu et son équipe s'impose par quatre buts à zéro.

## Statistiques
| Saison                | Club                       | Championnat           | Championnat | Championnat | Championnat | Coupe(s) nationale(s) | Coupe(s) nationale(s) | Coupe(s) nationale(s) | Supercoupe | Supercoupe | Supercoupe | Compétition(s) continentale(s) | Compétition(s) continentale(s) | Compétition(s) continentale(s) | Compétition(s) continentale(s) | Total | Total | Total |
| Saison                | Club                       | Division              | M.          | B.          | P.d.        | M.                    | B.                    | P.d.                  | M.         | B.         | P.d.       | Comp.                          | M.                             | B.                             | P.d.                           | M.    | B.    | P.d.  |
| 2018-2019             | AS Roma                    | Serie A               | 4           | 0           | 1           | -                     | -                     | -                     | -          | -          | -          | C1                             | 2                              | 0                              | 0                              | 6     | 0     | 1     |
| 2018-2019             | Cagliari Calcio (prêt)     | Serie A               | 12          | 0           | 1           | -                     | -                     | -                     | -          | -          | -          | -                              | -                              | -                              | -                              | 12    | 0     | 1     |
| 2019-2020             | Cagliari Calcio (prêt)     | Serie A               | 25          | 0           | 5           | -                     | -                     | -                     | -          | -          | -          | -                              | -                              | -                              | -                              | 25    | 0     | 5     |
| Sous-total            | Sous-total                 | Sous-total            | 37          | 0           | 6           | -                     | -                     | -                     | -          | -          | -          | -                              | -                              | -                              | -                              | 37    | 0     | 6     |
| 2020-2021             | Genoa (prêt)               | Serie A               | 11          | 0           | 1           | 1                     | 0                     | 0                     | -          | -          | -          | -                              | -                              | -                              | -                              | 12    | 0     | 1     |
| Sous-total            | Sous-total                 | Sous-total            | 11          | 0           | 1           | 1                     | 0                     | 0                     | 0          | 0          | 0          | -                              | 5                              | 0                              | 0                              | 17    | 0     | 1     |
| 2021-2022             | Juventus FC                | Serie A               | 18          | 0           | 1           | 2                     | 0                     | 0                     | -          | -          | -          | C1                             | -                              | -                              | -                              | 20    | 0     | 1     |
| Sous-total            | Sous-total                 | Sous-total            | 18          | 0           | 1           | 2                     | 0                     | 0                     | 0          | 0          | 0          | -                              | 0                              | 0                              | 0                              | 20    | 0     | 1     |
| 2022-2023             | Eintracht Francfort (prêt) | Bundesliga            | 9           | 0           | 0           | 1                     | 0                     | 0                     | -          | -          | -          | C1                             | 4                              | 0                              | 0                              | 14    | 0     | 0     |
| Sous-total            | Sous-total                 | Sous-total            | 9           | 0           | 0           | 1                     | 0                     | 0                     | 0          | 0          | 0          | -                              | 4                              | 0                              | 0                              | 14    | 0     | 0     |
| 2022-2023             | Lazio Rome (prêt)          | Serie A               | 7           | 0           | 0           | -                     | -                     | -                     | -          | -          | -          | C4                             | 1                              | 0                              | 0                              | 8     | 0     | 0     |
| 2023-2024             | Lazio Rome (prêt)          | Serie A               | 19          | 1           | 0           | 2                     | 0                     | 1                     | 1          | 0          | 0          | C1                             | 4                              | 0                              | 0                              | 26    | 1     | 1     |
| 2024-2025             | Lazio Rome (prêt)          | Serie A               | 22          | 0           | 4           | 1                     | 0                     | 0                     | 0          | 0          | 0          | C3                             | 7                              | 0                              | 0                              | 30    | 0     | 4     |
| Sous-total            | Sous-total                 | Sous-total            | 48          | 1           | 4           | 3                     | 0                     | 1                     | 1          | 0          | 0          | -                              | 11                             | 0                              | 0                              | 63    | 1     | 5     |
| Total sur la carrière | Total sur la carrière      | Total sur la carrière | 127         | 1           | 12          | 7                     | 0                     | 1                     | 1          | 0          | 0          | -                              | 18                             | 0                              | 0                              | 153   | 1     | 13    |